# Beno
 (janvier 2016).
Beno, de son vrai nom Benjamin Bourdois, né le 13 septembre 1980 à Cléguer, dans le Morbihan, est un auteur français de bandes dessinées.

## Biographie
Fils d'une bibliothécaire, il suit un parcours scolaire classique jusqu'en 2001, où il intègre l'école Pivaut de Nantes en section dessin d'animation. À cette même période, il devient vice-président de l'association Chemin faisant, située à Ploemeur . Il participe à des ateliers en tant qu'intervenant BD, notamment auprès de la maison d'arrêt de Plœmeur ainsi que dans des bibliothèques. Il fait partie de l’équipe qui sort le fanzine Le Cri du menhir où il côtoie Crisse et les bandes dessinées Tante Soisig, Les Aminches. Il dessine quelques affiches de festivals comme Abracadabulles, Kerhervie… 
Au fil des festivals et des rencontres, il sympathise avec des professionnels qui l'aident à se faire une place dans le métier : Jean-Paul David avec qui il travaille sur le tome 2 de Mam-Goudig, Olivier Ledroit avec qui il fait un essai sur la série Les Chroniques de la Lune Noire (mais qui n'aboutit pas) et enfin Serge Perrotin qui lui propose de faire un essai sur un projet de Kookaburra Universe mais qui n'est pas retenu.
Il entreprend un autre projet de science-fiction, genre steampunk : L'Autre Terre avec toujours Serge Perrotin au scénario. Le tome 1, Elijah, sort chez Soleil en février 2008. Cet éditeur abandonne la série mais les auteurs poursuivent leurs travaux.
Beno réalise également, en tant que dessinateur, une série jeunesse nommée Mylaidy a des soucis. Beno et Jean-Marc Derouen (qui réalise le scénario) ont publié 7 albums jeunesse.
En 2014, Beno lance une nouvelle série nommée Zoo Dingo et publiée aux éditions P'tit Louis, scénarisé par Neymo.
Parallèlement, il réalise pour les écoles et les médiathèques des animations à destination des enfants sur la création de bande dessinée,.
En juillet 2015, lors du Grand Tag d'Arradon, Beno est choisi comme parrain de l’événement,.
Après la sortie du troisième tome de Zoo Dingo, Beno réalise avec Neymo une nouvelle série jeunesse adressée pour les 0-3 ans appelée Collection Pourquoi...

## Œuvres

### Séries

#### L'Autre Terre
1. Paiday du uk - Popotin Production (1969)
2. L'Autre Terre - Elijah, dessin de Beno et scénario de Serge Perrotin, Soleil Productions (2008)
3. L'Autre Terre - Bjork, dessin de Beno et scénario de Serge Perrotin, Soleil Productions (2011)
4. L'Autre Terre - Oodgeroo, dessin de Beno et scénario de Serge Perrotin, Soleil Productions (2014)

#### Zoo Dingo
1. Les Nouveaux / dessin et couleur Beno ; scénario Neymo. Rennes : P'tit Louis, octobre 2014, 44 p.  (ISBN 978-2-914721-75-2). Rééd. sous le titre : Les deux nouveaux, 09/2019  (ISBN 978-2-37373-075-3)
2. Miss Zoo / dessin et couleur Beno ; scénario Neymo. Rennes : P'tit Louis, octobre 2015, 44 p.  (ISBN 978-2-914721-94-3). Rééd. sous le titre Élection Miss Zoo, 09/2019  (ISBN 978-2-37373-076-0)
3. Bêtes de scène / dessin et couleur Beno ; scénario Neymo. Rennes : P'tit Louis, octobre 2016, 44 p.  (ISBN 978-2-37373-004-3)
4. Safari party / dessin et couleur Beno ; scénario Neymo. Rennes : P'tit Louis, septembre 2017, 45 p.  (ISBN 978-2-37373-025-8)
5. L'Élu / dessin et couleur Beno ; co-scénario Neymo. Rennes : P'tit Louis, septembre 2018, 45 p.  (ISBN 978-2-37373-041-8)
6. Halloween & Co / dessin et couleur Beno ; scénario Bruno Bertin. Rennes : P'tit Louis, septembre 2019, 45 p.  (ISBN 978-2-37373-069-2)
7. La Prophétie / dessin et couleur Beno ; co-scénario Bruno Bertin. Rennes : P'tit Louis, septembre 2020, 46 p.  (ISBN 978-2-37373-088-3)
8. Les Robots / Beno ; Bruno Bertin. Rennes : P'tit Louis, octobre 2024, 46 p.  (ISBN 978-2-37373-097-5)

### Livres illustrés

#### Mylaidy a des soucis
1. L'Extra-Terrestre / dessin Beno ; scénario Jean-Marc Derouen. Ploemeur : Chemin faisant, 06/2012, 20 p.  (ISBN 978-2-913861-85-5). Rééd. Rennes : P'tit Louis, 2018, 20 p.  (ISBN 978-2-37373-047-0)
2. Le Chewing-Gum / dessin Beno ; scénario Jean-Marc Derouen, Chemin faisant, 06/2012, 20 p.  (ISBN 978-2-913861-86-2). Rééd. Rennes : P'tit Louis, 2018, 20 p.  (ISBN 978-2-37373-048-7)
3. Le Bisou / dessin Beno ; scénario Jean-Marc Derouen. Ploemeur : Chemin faisant, 04/2013, 20 p.  (ISBN 978-2-913861-87-9). Rééd. Rennes : P'tit Louis, 2019, 20 p.  (ISBN 978-2-37373-070-8)
4. Le Père Noël / dessin Beno ; scénario Jean-Marc Derouen. Ploemeur : Chemin faisant, 10/2013, 20 p.  (ISBN 978-2-913861-88-6). Rééd. Rennes : P'tit Louis, 2019, 20 p.  (ISBN 978-2-37373-071-5)
5. Le Dragon / dessin Beno ; scénario Jean-Marc Derouen. Ploemeur : Chemin faisant, 04/2014. Rééd. Rennes : P'tit Louis, 2018, 22 p.  (ISBN 978-2-37373-049-4)
6. Bon Anniversaire / dessin Beno ; scénario Jean-Marc Derouen. Ploemeur : Chemin faisant, 04/2015, 22 p.  (ISBN 979-10-91558-12-9)
7. La Licorne / dessin Beno ; scénario Jean-Marc Derouen. Rennes : P'tit Louis, 04/2016, 22 p.  (ISBN 978-2-37373-009-8)
8. Le Korrigan / dessin Beno ; scénario Jean-Marc Derouen. Rennes : P'tit Louis, 04/2017, 22 p.  (ISBN 978-2-37373-010-4)
9. Le Pirate / dessin Beno ; scénario Jean-Marc Derouen. Rennes : P'tit Louis, 04/2018, 22 p.  (ISBN 978-2-37373-039-5)
10. Le Yeti / dessin Beno ; scénario Jean-Marc Derouen. Rennes : P'tit Louis, 03/2019, 22 p.  (ISBN 978-2-37373-055-5)

#### Collection "Pourquoi..."
Textes et storyboards Bruno Bertin sous le pseudonyme de Neymo ; dessins de Beno.
- Adam l'éléphant... Rennes : P'tit Louis, 12/2016, 22 p.  (ISBN 978-2-37373-015-9)
- Tom l'ours... Rennes : P'tit Louis, 12/2016, 22 p.  (ISBN 978-2-37373-019-7)
- Abygaëlle l'autruche... Rennes : P'tit Louis, 12/2016, 22 p.  (ISBN 978-2-37373-017-3)
- Benjamin le dauphin... Rennes : P'tit Louis, 12/2016, 22 p.  (ISBN 978-2-37373-014-2)
- Léo le lion... Rennes : P'tit Louis, 12/2016, 22 p.  (ISBN 978-2-37373-018-0)
- Chloé la girafe... Rennes : P'tit Louis, 12/2016, 22 p.  (ISBN 978-2-37373-016-6)
- Louis le ouistiti... Rennes : P'tit Louis, 12/2016, 22 p.  (ISBN 978-2-37373-020-3)
- Lucas le panda... Rennes : P'tit Louis, 12/2016, 22 p.  (ISBN 978-2-37373-021-0)
- Gabin le chien... Rennes : P'tit Louis, 02/2018, 22 p.  (ISBN 978-2-37373-042-5)
- Victor le tyrannosaure... Rennes : P'tit Louis, 02/2018, 22 p.  (ISBN 978-2-37373-036-4)
- Gwennyn l'hermine... Rennes : P'tit Louis, 02/2018, 22 p.  (ISBN 978-2-37373-035-7) Réimpr. le 04/2019 sous le titre Gwennin l'hermine...
- Juju la tortue... Rennes : P'tit Louis, 02/2019, 22 p.  (ISBN 978-2-37373-038-8). Réimpr. 02/2020.
- Sacha le chat... Rennes : P'tit Louis, 02/2019, 22 p.  (ISBN 978-2-37373-037-1)
- Bébert le mouton... Rennes : P'tit Louis, 04/2019, 22 p.  (ISBN 978-2-37373-065-4)
- Alice la vache... Rennes : P'tit Louis, 04/2019, 22 p.  (ISBN 978-2-37373-064-7)
- Manon la poule... Rennes : P'tit Louis, 04/2019, 22 p.  (ISBN 978-2-37373-066-1)
- Hugo le cochon... Rennes : P'tit Louis, 04/2019, 22 p.  (ISBN 978-2-37373-067-8)
- Lilou le panda roux... Rennes : P'tit Louis, 02/2020, 22 p.  (ISBN 978-2-37373-085-2)
- Paul le crocodile... Rennes : P'tit Louis, 02/2020, 22 p.  (ISBN 978-2-37373-085-2)
- Raphaël le loup... Rennes : P'tit Louis, 02/2020, 22 p.  (ISBN 978-2-37373-080-7)
- Gaëlle l'abeille... Rennes : P'tit Louis, 02/2020, 22 p.  (ISBN 978-2-37373-081-4)
- Lili la licorne... Rennes : P'tit Louis, 05/2023, 22 p.  (ISBN 978-2-37373-101-9)
- Axel le tigre... Rennes : P'tit Louis, 05/2023, 22 p.  (ISBN 978-2-37373-099-9)
- Coloriage et papertoys + apprends à dessiner ton animal. Rennes : P'tit Louis, 06/2020, 32 p.  (ISBN 978-2-37373-095-1)

### Jeu de cartes
- Jeu des 7 familles de la Collection Pourquoi... (Éd. P'tit Louis, 2024).  (ISBN 978-2-37373-106-4)